# ナール
ナール (NAR) は、写研が1972年に発売した丸ゴシック体である。

## 概要
デザイナーの中村征宏が1970年、写研主催の「第1回石井賞創作タイプフェイスコンテスト」応募作「細丸ゴシック」として発表し、同コンテストで1位となった書体である。中村は看板業、テレビの字幕・タイトルロゴ用テロップカード制作、広告レイアウトなどの仕事に携わった経歴を持つデザイナーで、もともと中村にとって丸ゴシック体はスポットニュースにおけるヘッドライン表示用テロップカードの指定書体として書き慣れたものであった。「お」「た」「む」などのユニークな字形はテレビのテロップを書き慣れていたときのクセからきていると発言している。
応募書体の漢字50字および、かな・一部記号を含む5800字の原字作成を中村が、監修を写研の橋本和夫が行った。書体は「中村」の 「ナ」と、「ラウンド」の頭文字「R」を組み合わせた「ナール」と名付けられ、1972年、写研から手動写植機用文字盤が発売された。1973年にはナールと組み合わせて使う中太の「ナールD」の文字盤も発売された。
ナールは、文字が正方形の字面全体を占めるフトコロの広い丸ゴシックで、フトコロの締まった書体が常識だった丸ゴシック体の既成概念を破る明るい書体として業界に衝撃を与えた。従来の書体について、当時の広告版下製作で一般的に行われていた字間調整（字詰め）のための切り貼りにわずらわしさを感じていた中村は、コンテスト応募時の「設計意図」において、字面を大きく使うことで字間のバランスを生み、結果として工程を短縮できると述べ、コピーやサブタイトル用に適しているとの考えを示した。
ナールは広告や雑誌、新聞などの見出しなどに使うディスプレイ書体として多用され、ポスターや広告のキャッチフレーズ、テレビの字幕、道路標識などに幅広く使われた。
長らく写研製の手動写植機・電算写植機等のみの対応であったが、2024年10月15日にモリサワのクラウド型フォントサービス「Morisawa Fonts」に搭載されたOpenTypeフォント30書体の「写研クラシックス」の中に、「ナールEL」と「ナールE」の2書体が提供を開始した。

## 使用例

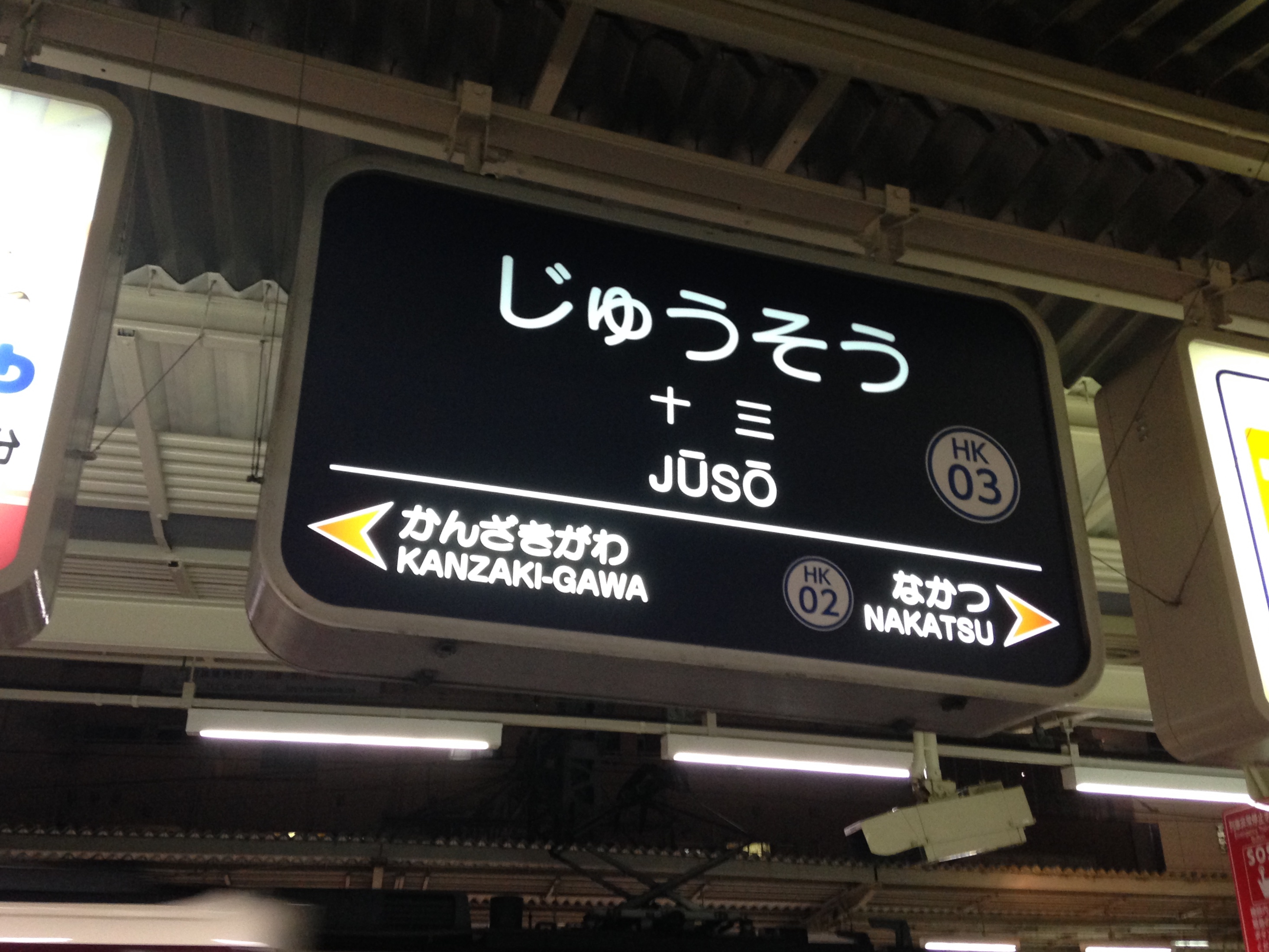
ナールを使用していた阪急電鉄旧型駅名標（十三駅、イワタUD丸ゴシック使用の新型駅名標に交換撤去済み）

写研Cフォントを使用し、最大1m正方の文字まで出力できた写研の看板用文字カッティングマシン「MASALA-P」（1985年発表）の登場が、ディスプレイ用途に適したナールの使用拡大を後押ししたが、写研による機器のアフターサービスはすでに行われておらず、製造販売後20～30年以上が経過して老朽故障に直面したユーザーから順次代替フォントへの移行が進んでいる。
- エコマーク（1989年制定）におけるコピー、フレーズ - 「ちきゅうにやさしい」。VIマニュアルによって「写研ナールD」が指定書体とされている（ただし、じゅん34、スーラ等での代用も可）
- 道路標識 - 建設省（現・国土交通省）が施工業者に標準仕様を示すためにまとめている「土木工事標準設計図」において1986年以降、一般国道における案内標示板等の標準的な書体として示された（ただし根拠省令である「道路標識、区画線及び道路標示に関する命令」では、「文字の形は、次に図示したものを基準とする」（備考 一（四））として丸ゴシック体様の書体の例が図示されるのみで、具体的な書体名は指定されていない[注釈 2]）。
- 鉄道やバスの方向幕・駅名標 - LED化による方向幕の廃止や標示板の劣化更新で残存例は急速に減少している。かつて駅名標や案内標示の標準書体として多用していた阪急電鉄でも、2010年3月ダイヤ改正でイワタがユニバーサルデザインの観点から開発した「イワタUD丸ゴシック」に標準書体を切り替え[8]、ナール使用の掲示器は順次交換撤去された。

その他、テレビ番組のテロップなど、様々な用途に多用されていた。

## ファミリー構成
- ナール (NAR) - 極細
- ナールL (LNAR) - 細
- ナールM (MNAR) - 中
- ナールD (DNAR) - 中太
- ナールDB (DBNAR) - 中太太
- ナールE (ENAR) - 太
- ナールH (HNAR) - 極太（電算写植、TELOMAIYER用）
- ナールU (UNAR) - 超太（電算写植、TELOMAIYER用）
- ナールO (ONAR) - アウトライン
- ナールOS (OSNAR) - アウトライン影付き
- ナールSH (SHNAR) - 影付き